# 名寄美深道路
名寄美深道路（なよろびふかどうろ）は、北海道名寄市から中川郡美深町に至る国道40号のバイパス道路である。
高速道路ナンバリングによる路線番号は「E5」が割り振られている。

## 概要
北海道縦貫自動車道に並行する一般国道自動車専用道路（A'路線）として整備された。また、道央自動車道と一体となって広域的・地域的交通の役割を担う自動車専用道路でもある。

### 路線データ

#### 名寄バイパス
- 起点：北海道名寄市豊栄[2]
- 終点：北海道中川郡美深町[2]
- 延長：19.5 km[2]
- 規格：第1種第2級[2]
- 設計速度：100 km/h[2]
- 道路幅員：暫定13.0 m（完成23.5 m）[2]
- 車線幅員：3.5 m[2]
- 車線数：暫定2車線（完成4車線）[2]

#### 美深道路
- 起点：北海道中川郡美深町美深[3]
- 終点：北海道中川郡美深町字敷島170番1[3][4]
- 延長：3.3 km[3]
- 規格：第1種第3級[3]
- 設計速度：80 km/h[3]
- 道路幅員：13.5 m[3]
- 車線幅員：3.5 m[3]
- 車線数：完成2車線[3]

## インターチェンジ
- 全区間北海道上川総合振興局内に所在。
- IC番号欄の背景色が■である部分については道路が供用済みの区間を示している。また、施設名欄の背景色が■である部分は施設が供用されていない、または完成していないことを示す。未開通区間の名称は仮称。
- （間）は他の道路を介して接続している間接接続。
- 英略字は以下の項目を示す。
IC：インターチェンジ

| IC 番号                                          | 施設名                                           | 接続路線名                                       | 名寄IC から (km)                                 | BS                                               | 備考                                             | 所在地                                           |
| 北海道縦貫自動車道（E5 道央自動車道 ）（事業中） | 北海道縦貫自動車道（E5 道央自動車道 ）（事業中） | 北海道縦貫自動車道（E5 道央自動車道 ）（事業中） | 北海道縦貫自動車道（E5 道央自動車道 ）（事業中） | 北海道縦貫自動車道（E5 道央自動車道 ）（事業中） | 北海道縦貫自動車道（E5 道央自動車道 ）（事業中） | 北海道縦貫自動車道（E5 道央自動車道 ）（事業中） |
| ------------------------------------------------ | ------------------------------------------------ | ------------------------------------------------ | ------------------------------------------------ | ------------------------------------------------ | ------------------------------------------------ | ------------------------------------------------ |
|                                                  | 名寄IC                                           | 国道40号（支線） （間）国道40号（現道）          | 0.0                                              |                                                  |                                                  | 名寄市                                           |
|                                                  | 名寄北IC                                         | （間）国道40号（現道）                           | 5.2                                              |                                                  |                                                  | 名寄市                                           |
|                                                  | 智恵文南入口                                     | 国道40号（現道）                                 | 12.2                                             |                                                  | 名寄IC方面入口のみ                               | 名寄市                                           |
|                                                  | 智恵文IC                                         | 国道40号（現道）                                 | 16.4                                             |                                                  | 名寄IC方面出入口のみ                             | 名寄市                                           |
|                                                  | 美深IC                                           | 道道49号美深雄武線                               | 19.5                                             |                                                  |                                                  | 中川郡 美深町                                    |
|                                                  | 美深北IC                                         | 国道40号（現道）                                 | 22.8                                             |                                                  |                                                  | 中川郡 美深町                                    |
| 北海道縦貫自動車道（予定路線区間）               |                                                  |                                                  |                                                  |                                                  |                                                  |                                                  |

## 歴史
- 1989年（平成元年）：名寄バイパス事業着手[2]。
- 1997年（平成9年）11月19日：名寄バイパスの名寄IC - 名寄北IC間 (5.2 km) 供用開始[2]。
- 2003年（平成15年）3月21日：名寄バイパスの名寄北IC - 智恵文南入口（開通当初は智恵文IC）間 (7.0 km) 供用開始[2]。
- 2006年（平成18年）11月25日：名寄バイパスの智恵文南入口 - 智恵文IC間 (4.2 km) 供用開始[2]。
- 2007年（平成19年）：美深道路事業化[3]。
- 2009年（平成21年）：美深道路工事着手[3]。
- 2010年（平成22年）3月6日：名寄バイパスの智恵文IC - 美深IC間の供用開始により、名寄バイパス区間全線開通[5]。
- 2013年（平成25年）3月30日：美深道路（仮称）の美深IC - 美深北IC間供用開始に際し、名寄バイパスと美深道路を併せて名寄美深道路へ名称変更[6][7]。

## 路線状況

### 主要構造物
- 豊栄1号橋（名寄市道18線）
- 豊栄2号橋
- 豊栄3号橋（名寄市道17線）
- 北のかけ橋（天塩川）
- 曙1号橋（道道798号西風連名寄線）
- 曙2号橋（曙川）
- 砺波1号橋
- 砺波2号橋
- 砺波ヶ丘橋（名寄市道12線）
- 名寄北IC橋
- サンピラー橋（道道688号名寄遠別線・有利里川）
- 菊山橋
- 瑞穂橋（内淵川）
- サンフラワー橋（国道40号）
- 共和橋
- 智恵文橋（智恵文川）
- 智恵文南こ道橋（国道40号）
- 大和橋（大和川）
- 福徳橋（福徳川）
- 親和橋（親和川）
- 智恵文こ道橋（国道40号）
- 智恵文大橋（天塩川）
- 智北こ線橋（宗谷本線）
- ペンケ橋（ペンケニウプ川）
- 美深東橋（道道49号美深雄武線）
- 美深菊丘トンネル (延長275 m)
- 敷島こ線橋（宗谷本線）

### 交通量
24時間交通量（台） 道路交通センサス
| 区間                    | 平成17（2005）年度 | 平成22（2010）年度 | 平成27（2015）年度 | 令和3（2021）年度 |
| ----------------------- | ------------------ | ------------------ | ------------------ | ----------------- |
| 名寄IC - 名寄北IC       | 3,395              | 3,792              | 3,813              | 3,700             |
| 名寄北IC - 智恵文南入口 | 5,704              | 5,751              | 5,732              | 5,647             |
| 智恵文南入口 - 智恵文IC | 調査当時未開通     | 5,463              | 5,446              | 5,392             |
| 智恵文IC - 美深IC       | 調査当時未開通     | 2,929              | 4,020              | 3,913             |
| 美深IC - 美深北IC       | 調査当時未開通     | 調査当時未開通     | 3,157              | 3,091             |

（出典：「平成22年度道路交通センサス」・「平成27年度全国道路・街路交通情勢調査」・「令和3年度全国道路・街路交通情勢調査」（国土交通省ホームページ）より一部データを抜粋して作成）
- 令和2年度に実施予定だった交通量調査は新型コロナウイルス感染症の影響で延期され[8]、翌年度に実施された。

## 地理

### 通過する自治体
- 北海道
  - 名寄市 - 中川郡美深町